# Rada Omanu
Rada Omanu (arab. ‏مجلس عمان‎, Madżlis Uman) – dwuizbowy parlament Omanu, pełniący głównie funkcje doradcze, ale posiadający też ograniczone prawa legislatury. Zasadniczym prawodawcą Omanu jest dziedziczny sułtan, który ustanawia prawa – parlament ma jedynie prawo do ich proponowania.
Panujący od 1970 sułtan Kabus ibn Sa’id rozpoczął powolne reformy państwa – jedną z nich było ustanowienie doradczego ciała nazwanego Radą Doradczą Państwa (arab. Madżlis al-Istiszari li-ad-Daula, ang. State Consultative Council). Rada, ustanowiona w 1981, odbyła pierwsze posiedzenie w 1984; podówczas w jej skład wchodziło 45 członków wyznaczonych przez sułtana.
Sześć lat później sułtan zastąpił tę radę wybieralną Radą Konsultacyjną (arab. Madżlis asz-Szura, ang. Consultative Council). Był to znaczący krok w kierunku parlamentarnego systemu rządów, aczkolwiek o charakterze ewolucyjnym i nawiązującym do lokalnych tradycji. Zwrócono się do lokalnych elit, szejków, intelektualistów, starszych wiosek, by wybierali jak najlepszych reprezentantów, którzy mogliby dalej pracować nad procesem budowy tego systemu, wykształconych na poziomie co najmniej podstawowym i umiejących jasno wyrażać swe myśli.
W 1996 sułtan Kabus nadał Prawo podstawowe, które jest przez władze Omanu traktowane jak konstytucja. Ustanawiało ono dwuizbowy parlament składający się z:
- Rady Konsultacyjnej – izby niższej, wybieralnej, od 2003 roku w wyborach bezpośrednich. W 2015 roku liczyła 84 członków, doradczo-legislacyjnej.
- Rady Państwa – izby wyższej, doradczej, której członkowie są wyznaczani przez sułtana[1].

Według art. 58 Prawa podstawowego członkowie izby wyższej rekrutują się przede wszystkim z byłych urzędników administracji wyższej (ministrów, ambasadorów itp.), byłych sędziów, emerytowanych wyższych oficerów, wybitnych przedstawicieli świata nauki, sztuki i biznesu; sułtan ma jednak prawo mianować dowolną osobę członkiem rady, pod warunkiem, że jest to obywatel Omanu, powyżej lat 40 (według kalendarza gregoriańskiego), nigdy nie karany, niebędący członkiem sił wojskowych lub bezpieczeństwa, nieubezwłasnowolniony i zdrowy psychicznie. Liczba członków nie powinna przekraczać liczby członków izby niższej.
Członkowie izby niższej są wybierani we wszystkich wilajetach sułtanatu, wilajety o populacji powyżej 30 tys. mieszkańców są reprezentowane przez dwóch członków, poniżej 30 tys. – przez jednego. Zastrzeżenia do kandydowania są praktycznie identyczne jak do izby wyższej, ale bierne prawo wyborcze nabywa się w wieku 30 lat. Czynne prawo wyborcze posiadają wszyscy obywatele Omanu (w tym kobiety) w wieku powyżej 21 lat; na siódmą kadencję (2011–2015) wybranych zostało 84 członków izby niższej (w tym tylko jedną kobietę).
Kadencja obu izb trwa cztery lata, liczone według kalendarza gregoriańskiego; każda izba wybiera przewodniczącego i dwóch wiceprzewodniczących. W większości przypadków głosowania są rozstrzygane absolutną większością głosów przy kworum stanowiącym większość członków rady, w tym co najmniej jednego przewodniczącego lub wiceprzewodniczącego. W przypadkach impasu, przewodniczący ma głos rozstrzygający.
W 2011 roku dokonano zmian w prawie podstawowym pod wpływem wydarzeń arabskiej wiosny. Uprawnienia Rady Omanu zostały zwiększone względem rządu – w szczególności parlament ma prawo zmienić i musi zatwierdzić wszystkie inicjatywy legislacyjne rządu, zanim zostaną przedstawione sułtanowi. Budżet państwa i projektów rozwojowych musi zostać przedstawiony do dyskusji i poprawek najpierw niższej, potem wyższej izbie. Rada Konsultacyjna otrzymała też po raz pierwszy prawo inicjatywy ustawodawczej; izba otrzymała też prawo oskarżenia każdego ministra, podejrzanego o jakieś przestępstwo.